# 小行星2472
小行星2472（2472 Bradman）是一颗绕太阳运转的小行星，为主小行星带小行星。该小行星于1973年2月27日发现。
該小行星以澳大利亞男子板球運動員唐納德·布萊德曼命名。

## 轨道参数
小行星2472的轨道半长轴为2.2650012 UA，离心率为0.093。